# Циранана, Филибер
Филибе́р Цирана́на (фр. Philibert Tsiranana, 18 октября 1912, Амбарикорану — 16 апреля 1978, Антананариву) — первый президент независимого Мадагаскара с 1959 по 1972 год.  Его правление характеризуется нарастанием авторитарных тенденций, а введённый им режим он сам характеризовал как «малагасийский социализм».

## Биография

### Детство и годы учёбы
Согласно его собственной автобиографии, родился 18 октября 1912 года в Амбарикурану в округе Мандритсара на северо-востоке Мадагаскара (Фактически его рождение датируется 1910 годом) в семье Мадиомананы и Фисадоа Циранана, владельцев скотофермы. Его родители, Мадиоманана и Фисадоха, были богатыми заводчиками зебу, католиками и принадлежали к этнической группе цимихети Предполагалось, что он также станет фермером, он присматривал для этой цели за семейным стадом крупного рогатого скота до одиннадцати лет. Однако в 1923 году умер его отец, и старший брат Филибера, Заманисамбо, отправил его учиться в начальную школу в Андзиамангирана . Филибер показал себя талантливым учеником и в 1926 году был принят в среднюю школу. После её окончания в 1930 году он поступил в педагогическое училище в Тананариве.

### Начало политической деятельности
В 1932 году окончил училище с дипломом учителя начальной школы, после чего работал учителем начальной школы в родных местах. В 1942 году снова поступил в педагогическое училище в Тананариве, на этот раз — по программе подготовки учителей средней школы, и в 1945 году выдержал довольно сложный экзамен на звание учителя. С 1943 года член профсоюза учителей, с 1944 – член ВКТ. В 1946 году получил стипендию, позволившую ему стажироваться в должности ассистента в Высшей школе образования учителей (фр. École normale d'instituteurs) в Монпелье (Франция). 6 ноября 1946 года покинул Мадагаскар и отправился во Францию. Незадолго до отъезда, в июне 1946 года, участвовал в создании Партии обездоленных Мадагаскара — ПАДЕСМ (фр. Parti des déshérités de Madagascar — PADESM) и стал её членом.
В 1950 году закончил стажировку и, получив диплом педагога, вернулся на Мадагаскар, где продолжал работать по специальности, преподавая французский язык и математику в индустриальной школе Тананариве,. Одновременно занимался и политической деятельностью, будучи одним из лидеров левого крыла ПАДЕСМ. В марте 1952 года был избран депутатом Собрания провинции Мажунга, позднее — депутатом Представительного собрания Мадагаскара, а в январе 1956 года занял одно из трёх зарезервированных для Мадагаскара мест в Национальном собрании Франции. В 1953 году вступил во Французскую социалистическую партию — СФИО (фр. Section française de l’Internationale ouvrière — SFIO) и в январе 1956 был избран депутатом Национального собрания Франции, где активно выступал за независимость Мадагаскара, сохраняя при этом антикоммунистические взгляды.

### Восхождение на вершину власти
После произошедшего в 1956 году раскола ПАДЕСМ 28 декабря 1956 года совместно с другими деятелями левого крыла ПАДЕСМ (А. Ресампой, Л. Бутукеки, С. Циебу и др.) основал Социал-демократическую партию Мадагаскара — ПСД (фр. Parti social-démocrate — PSD), которая первоначально называлась „Социал-демократическая партия Мадагаскара и Коморских островов” и выступала как филиал СФИО; это была умеренная партия, которая выступала за автономию Мадагаскара в составе Французского Союза, представляла интересы прибрежной сельской знати, государственных служащих и антикоммунистических сторонников постепенной независимости, а достижение страной полной независимости откладывала на неопределённую перспективу. С самого начала партия воспользовалась преференциями колониальной администрации с целью постепенной передачи исполнительной власти. Циранана занял пост генерального секретаря ПСД и продолжал занимать его до 1972 года.
Мы считаем, что лучше иметь хорошо подготовленную независимость, потому что ожидаемая политическая независимость приведет нас к самой жестокой зависимости из всех — экономической зависимости. Мы продолжаем доверять Франции и рассчитываем на то, что французский гений найдет, когда придет время, формулу, сравнимую с формулой Британского Содружества. Потому что мы, малагасийцы, никогда не захотим отделиться от Франции. Мы принадлежим к французской культуре и хотим оставаться французами.
На выборах 1957 года блок, возглавляемый ПСД, получил в Представительном собрании Мадагаскара 165 мест из 249, что позволило ему в мае того же года занять пост министра в правительстве Мадагаскара, а в июле — пост председателя правительства.
Генерал де Голль, по возвращении к власти решивший ускорить процесс освобождения колоний, 23 июля 1958 года назначил консультативный комитет, в который вошли несколько политических лидеров Африки. В основном дискуссии были сосредоточены на характере связей, которые должны объединить Францию и ее бывшие колонии. Ивуарийец Феликс Уфуэ-Буаньи предложил создать франко-африканскую «федерацию», сенегалец Леопольд Сенгор — «конфедерацию». В конечном итоге был сохранен проект «сообщества», предложенный Цирананой по рекомендации одного из составителей конституции Пятой Республики Раймона Жано.
На прошедшем 28 сентября 1958 года сторонники Цирананы, выступавшие за вхождение страны в состав Французского сообщества на принципах автономии, получили 77 % голосов. В обмен на это «да» Циранана добился от де Голля отмены закона об аннексии Мадагаскара 1896 года. В соответствии с результатами референдума 14 октября 1958 года Мадагаскар был провозглашён Малагасийской Республикой, входящей во Французское сообщество (сам Циранана при этом занял должность временного премьер-министра). На этом посту предпринял меры, чтобы снизить влияние созданной 19 октября основной оппозиционной марксистской Партии Конгресса за независимость Мадагаскара (AKFM) во главе с пастором Ричардом Андриаманджату.
29 апреля 1959 года Национальное собрание (так теперь называлось Представительное собрание) приняло конституцию республики. Конституция предусматривала введение поста президента республики, и 1 мая 1959 года Национальное собрание избрало Циранану президентом 113 голосами из 114 при одном воздержавшемся. Принципы государственной автономии предусматривали, что Франция будет сохранять за собой контроль над внешней политикой, обороной, правосудием и финансами Малагасийской Республики; однако такое положение продлилось недолго.
24 июля 1959 де Голль назначил четырёх африканских политических лидеров, в том числе Ф. Циранану, на должности «министров-советников» французского правительства по вопросам Французского Сообщества.
2 апреля 1960 премьер-министром Франции Мишелем Дебре и президентом Ф. Цирананой были подписаны франко-малагасийские соглашения, единогласно одобренные малагасийским парламентом 14 июня. 26 июня Мадагаскар становится независимым.

### Во главе независимого государства
26 июня 1960 года была провозглашена независимость Малагасийской Республики (которая при этом до 1973 года оставалась в составе Французского сообщества).
Указом от 20 июля 1960 Циранана разрешил вернуться на родину высланным после восстания 1947 года трёх бывших лидеров борьбы за независимость, предложив им посты в своём правительстве (Жак Рабеманандзара получил пост министра экономики, Жозеф Равуаханги – министра здравоохранения, Жозеф Расета от поста отказался).
Был твёрдым сторонником сохранения многопартийности. Однако его «демократичность» знает свои пределы: за пределами крупных центров выборы редко проводятся свободно, а при поражениях путём подзаконных актов победителей лишают реальной власти или назначают перевыборы, на которых результат оказывается противоположным. На парламентских выборах 4 сентября 1960 года правящая СДП получила 61,6 % голосов и 76 из 127 мест в Национальном собрании, оппозиционная Партия конгресса независимости – 10,7 % и 9 мест. На следующих выборах, 8 марта 1965 – из 107 мест, соответственно, 94,6 % и 104 места и 2,9 % и 3 места. Такая же пропорция мест сохранялась до конца правления Цирананы.
На президентских выборах 30 марта 1965 года Циранана получил 97,8 % голосов.
Экономическая политика, проводиашаяся на острове, вдохновлялась неолиберализмом, сочетающим в себе поощрение частной инициативы (национальной и иностранной) и государственного вмешательства, поощрения развития кооперативов (примером визелись израильские кибуцы) при неприятии национализации.
Внешнеполитический курс при президентстве Цирананы был ориентирован на укрепление связей со странами Запада. Особенно тесными были связи с Францией. Президент окружил себя командой французских технических советников, в том числе: Поль Рулло, который, будучи руководителем аппарата, имел приоритет в решении всех экономических вопросов и генерал Боккино, специальный советник начальника штаба, который фактически являлся министром обороны. Ежегодная помощь Франции составляла 400 млн долларов (близка или равно двум третям национального бюджета страны до 1964). Банки, страхование, крупная торговля, промышленность и некоторые виды сельскохозяйственной продукции (производство сахара, сизаля, табака, хлопка и т. д.) оставались в собственности французов. Фактически французы контролировали экономику и занимали почти все технические должности в мадагаскарской государственной службе.
26 января 1963 был подписан израильско-малагасийский договор о дружбе. Когда 22 декабря 1965 года были созданы Республиканские силы безопасности и президентская гвардия, именно израильтяне внесли свой вклад в начальную подготовку подразделений.
Имели место попытки завязать торговые отношения с Тайванем и ЮАР. Циранана выступал против панафриканских идей, предложенных Кваме Нкрумой.
В экономике проводился курс на развитие частнокапиталистического предпринимательства при широким привлечении иностранного капитала (в результате под контролем последнего к маю 1972 года находилось 86 % экономики страны). Этот курс вызывал резкую критику со стороны левой оппозиции.
Мы решительно интегрированы в западный мир, потому что это свободный мир, и наше глубочайшее стремление — это свобода человека и свобода народов.
Строились местные рисовые, крахмальные, маслобойные, сахарные и консервные заводы, построены бумажная фабрика и нефтеперерабатывающий завод. Это позволило создать 300 000 рабочих мест.
Инфляция ежегодно удерживалась на уровне 4 %, внешний долг был низким, валютные резервы в 1970 году достигли 270 миллионов французских франков. Дефицит бюджета сдерживается в очень жёстких пределах, проблемы голода не было.
Большое внимание уделялось образованию: расходы в этой области с 1960 по 1970 год в 2,5 раза, или с 5,8% до 9,0% ВВП, что позволило удвоить число учащихся в начальной школе (с 450 000 до почти миллиона), а также в четыре раза увеличить число учащихся в средних школах (с 26 000 до 108 000) и шестикратно – в высших учебных заведениях (с 1 100 до 7 000). Средние школы были открыты во всех провинциях, а Центр высших исследований Тананариве был преобразован в университет в октябре 1961 года.
Экономическая ситуация в стране ухудшалась, инвестиции поступали в крайне недостаточном количестве, доходы фактически приносила только перерабатывающая отрасль. Сохранялись все проблемы с транспортом, дорогами и портами. ВНП на душу населения увеличился всего на 30 долларов за девять лет и достиг 131 доллара в 1969 году. Импорт увеличился на 28 миллионов долларов в 1969 году, что привело к увеличению дефицита торгового баланса. Электроэнергия, поставляемая несколькими заводами, снабжала только отдельные районы Тананариве, Таматаве и Фианаранцуа.

### Конец правления
2 декабря 1969 он, ко всеобщему удивлению, решил распустить правительство, хотя эта мера была антиконституционной и подпадала под вотум недоверия. Две недели спустя он сформировал правительство с теми же министрами, за двумя исключениями.
28 января 1970 он перенёс сердечный приступ и сразу же на специальном самолете был доставлен в Париж. В течение десяти дней президент находился в коме, прежде чем восстановил свою речь и почти все свои способности. Его госпитализация продолжалась до 14 мая 1970 года.
В этот же период стал резко возрастать культ его личности, чаще проявляться раздражительность и авторитарность. Фактически, отрезанный от реальности заинтересованным окружением, он оказался неспособным оценить социально-экономическую ситуацию в стране, правящей партии и политических элитах.
В ноябре 1970 Циранана позволил части своего окружения убедить себя, что его первый вице-президент Андрэ Ресампа «замышляет заговор». В январе 1971 президент приказал отправить в Антананариву подкрепления жандармерии и армии и усилил охрану президентского дворца. 17 февраля 1971 года он распустил правительство, Ресампа был понижен в должности и лишён портфеля министра внутренних дел, которое возглавил сам президент. Первым вице-президентом был назначен Калвин Тсиебо. 1 июня 1971, по итогам заседания Совета министров, Ресампа был арестован. Обвинённый в заговоре при поддержке американской администрации, он был помещён под домашний арест на небольшом острове Сент-Мари. Посол США был объявлен персоной нон грата и выслан с Мадагаскара. Через несколько лет Циранана признался в отсутствии этого заговора.
Некритическое, но стабильное ухудшение экономического положения вызвало в 1971–1972 годах волну политических протестов, прежде всего студенческих. 24 марта 1971 года Федерация студенческих ассоциаций Мадагаскара объявила университетскую забастовку. К неё присоединились  около 80% из пяти тысяч студентов страны. На следующий день президент распорядился закрыть университет. В ночь с 31 марта на 1 апреля 1971 на юге Мадагаскара, особенно в регионе и городе Тулеаре, вспыхнуло повстанческое движение против непомерно высокого налога высоких, также обязательных, взносов в правящую партию. Восстание было быстро и жестоко подавлено, число погибших составило до тысячи человек. Эти действия резко повысили враждебность к режиму, особенно на юге страны.
На безальтернативных президентских выборах 30 января 1972 он получил 99,7 % голосов. Последовала массовая и грубая кампания против изданий, критикующих результаты выборов, методы установления итогов, а также угрозы и давление, оказывавшиеся на избирателей.
В середине марта 1972 из-за непринятия во внимание требований студентов-медиков в столичном училище Бефелатанана началась забастовка. В ответ 19 апреля власти распустили Ассоциацию студентов-медиков и фармацевтов, поддержавшую эти требования. В знак протеста студенты университетов и некоторые старшеклассники столицы 24 апреля начали новое забастовочное движение, распространившееся по острову. За ней массово следили учащиеся средних школ во многих провинциальных городах, которые осуждали «франко-малагасийские соглашения о сотрудничестве и злодеяния империализма в области культуры». Выступления были жёстко подавлены 12 мая («Малагасийский май» 1972 года), арестованы 380 студентов и их сторонников, которых поместили в тюрьму Нуси-Лава, небольшого острова на севере Мадагаскара. На следующий день крупная демонстрация протеста, собравшая пять тысяч молодых людей в Тананариве, переросла в восстание против режима. Служба безопасности, состоящая по существу из нескольких десятков сотрудников Республиканских сил безопасности (ФРС) открыла огонь по толпе. По официальным данным, 13 мая погибло 26 человек (в том числе 7 сотрудников полиции), и более 200 получили ранения.
В ответ на репрессии 15 мая 1972 года началась всеобщая забастовка рабочих и служащих, сопровождавшаяся стычками с полицией, в тот же день около ста тысяч демонстрантов направились к президентскому дворцу с требованием освобождения арестованных. Началась охота на сотрудников ФРС, в результате которой погибли пятеро из них, а также пять новых демонстрантов. Призванная на помощь жандармерия отказалась участвовать в репрессиях, а армия заняла неоднозначную позицию. Правительство решило окончательно вывести подразделения ФРС и заменить их воинскими частями.
Не сумев мобилизовать своих сторонников, в этих условиях Циранана 18 мая вынужден был распустить правительство и назначить новым премьер-министром начальника штаба армии генерала Габриэля Рамананцуа. После этого Циранана уже не имел реальной власти. После конституционного референдума 8 октября 1972 года, набравшего 96,43 % голосов и давшего Рамананцуа полномочия руководства на пять лет, Цирана оставил пост президента. После этого СДП подверглась судебному преследованию в виде ареста многих партийных деятелей и фактически вытеснена из политики.
Он попытался вернуться к активной политике, основав в 1974 году новую партию на основе СДП, Parti Socialiste Malagache (Малагасийскую социалистическую партию). В 1975 году, во времена временного военного правительства Жиля Андриамахазу, безуспешно баллотировался на пост президента, с 1975 года отошёл от политической деятельности.
Жил во Франции, 14 апреля 1978, уже находясь в коме и в критическом состоянии был доставлен на родину, где скончался 16 апреля. Верховный совет революции во главе с Дидье Рациракой организовал для него национальные похороны.
Был женат с 1933 года, жена Жюстин умерла в 1999 году, в браке родилось восемь детей, в том числе политик, бывший сенатор Руффин Циранана.